# Erica flavicoma
Erica flavicoma är en ljungväxtart som beskrevs av Friedrich Gottlieb Bartling. Erica flavicoma ingår i släktet klockljungssläktet, och familjen ljungväxter. Inga underarter finns listade i Catalogue of Life.